# Campionat de Catalunya d'Aficionats
El Campionat de Catalunya d'Aficionats, també anomenat Campionat de Catalunya Amateur, fou una competició futbolística catalana disputada per clubs no professionals entre 1929 i 1987.

## Història
A finals dels anys 1920 s'oficialitzà el professionalisme en el futbol espanyol. L'estiu de 1929, la Federació Catalana de Futbol creà una nova competició anomenada Lliga Amateur amb l'objectiu de promoure el futbol entre els futbolistes no professionals. La reestructuració del futbol establerta després de la guerra civil comportà desaparició de la Lliga Amateur i la creació del Campionat de Catalunya d'Aficionats per als clubs de les divisions no professionals catalanes. L'any 1980 adoptà el nom de Campionat de Catalunya d'Aficionats sots 23, permetent la participació a jugadors menors de 23 anys. Era classificatori per al Campionat d'Espanya d'Aficionats. A les primeres edicions dels anys setanta, a més del campió de Catalunya d'Aficionats, el campió de la categoria Preferent també obtinia plaça per disputar el campionat d'Espanya.

## Historial
Font:
| Temp.   | Campió                            | Resultat                          | Finalista                         | Data                              | Seu                                    |
| ------- | --------------------------------- | --------------------------------- | --------------------------------- | --------------------------------- | -------------------------------------- |
| 1930    | US Figueres                       | 2-1, 2-1                          | UE Poble Sec                      | 06/04/1930, 13/04/1930            | Barcelona (Poble Sec), Figueres        |
| 1930    | US Atlètic Fortpienc              | 2-2, 1-0                          | US Figueres                       | 20/04/1930, 23/04/1930            | Barcelona (Sarrià)                     |
| 1931    | Palamós SC                        | 1-1, 3-1                          | Tàrrega FC                        | 05/04/1931, 12/04/1931            | Barcelona (Les Corts)                  |
| 1932    | FC Amateur de Blanes              | 2-1                               | Tàrrega SC                        | 19/06/1932                        | Barcelona (Les Corts)                  |
| 1933    | UE Poble Nou                      | 3-1                               | FC Amposta                        | 28/05/1933                        | Vilafranca del Penedès                 |
| 1934    | CE Europa                         | 5-1                               | FC Banyoles                       | 01/04/1934                        | Barcelona (Sants)                      |
| 1935    | Casa Santiveri FC                 | 3-1                               | Costa Brava FC                    | 08/05/1935                        | Girona (Vista Alegre)                  |
| 1936    | AC Carmel                         | 2-1                               | FC Torelló                        | 10/05/1936                        | Granollers                             |
| 1937-39 | No es disputà per la Guerra Civil | No es disputà per la Guerra Civil | No es disputà per la Guerra Civil | No es disputà per la Guerra Civil | No es disputà per la Guerra Civil      |
| 1940    | FC Barcelona Amateur              | 2-1                               | CD Empordanès                     | 12/05/1940                        | Barcelona (Martinenc)                  |
| 1941    | FC Barcelona Amateur              | 2-1                               | Terrassa FC                       | 27/04/1941                        | Terrassa                               |
| 1942    | FC Barcelona Amateur              | 3-2                               | UE Poble Nou                      | 26/04/1942                        | Barcelona (Martinenc)                  |
| 1943    | FC Barcelona Amateur              | 4-1                               | CF Gladiador                      | 26/04/1943                        | Barcelona (Guinardó)                   |
| 1944    | FC Barcelona Amateur              | 2-2, 6-3                          | CF Atlètic Barceloneta            | 07/05/1944, 14/05/1944            | Barcelona (Júpiter), Vilafranca        |
| 1945    | FC Barcelona Amateur              | 4-0                               | CD Alegria                        | 20/05/1945                        | Barcelona (Guinardó)                   |
| 1946    | FC Martinenc                      | 2-0                               | FC Barcelona Amateur              | 12/05/1946                        | Barcelona (Poble Nou)                  |
| 1947    | FC Martinenc                      | 4-2                               | FC Barcelona Amateur              | 13/04/1947                        | Barcelona (Poble Nou)                  |
| 1948    | FC Martinenc                      | 2-1                               | FC Barcelona Amateur              | 07/03/1948                        | Barcelona (Sardenya)                   |
| 1949    | FC Barcelona Amateur              | 4-0                               | RCD Espanyol Amateur              | 01/04/1949                        | Barcelona (Les Corts)                  |
| 1950    | RCD Espanyol Amateur              | 5-2                               | Catalunya de Les Corts            | 26/03/1950                        | Barcelona (Sarrià)                     |
| 1951    | FC Barcelona Amateur              | 2-1                               | RCD Espanyol Amateur              | 19/03/1951                        | Barcelona (Sarrià)                     |
| 1952    | FC Barcelona Amateur              | 3-0                               | CF Atlètic Barceloneta            | 13/04/1952                        | Barcelona (Les Corts)                  |
| 1953    | FC Barcelona Amateur              | 8-1                               | UE Sant Celoni                    | 12/04/1953                        | Barcelona (Les Corts)                  |
| 1954    | FC Barcelona Amateur              | 6-3                               | CD Adrianenc                      | 09/05/1954                        | Barcelona (Les Corts)                  |
| 1955    | RCD Espanyol Amateur              | 2-0                               | CD Cervelló                       | 24/04/1955                        | Barcelona (Sardenya)                   |
| 1956    | Júnior FC                         | 3-2                               | FC Barcelona Amateur              | 15/04/1956                        | Barcelona (Sardenya)                   |
| 1957    | Gimnàstic de Tarragona            | 1-0                               | RCD Espanyol Amateur              | 30/03/1957                        | Vilanova i la Geltrú                   |
| 1958    | Júnior FC                         | 4-4, 4-1                          | CD Cervelló                       | 20/04/1958, 27/04/1958            | Barcelona (Martinenc, Sardenya)        |
| 1959    | FC Barcelona Amateur              | 1-0                               | CD Cervelló                       | 26/04/1959                        | Barcelona (Fabra i Coats)              |
| 1960    | FC Barcelona Amateur              | 6-1                               | CD Comtal                         | 23/04/1960                        | Barcelona (Les Corts)                  |
| 1961    | FC Barcelona Amateur              | 4-1                               | CD Alegría                        | 23/04/1961                        | Barcelona (Sardenya)                   |
| 1962    | FC Barcelona Amateur              | 7-1                               | CF Ultra de Badalona              | 29/04/1962                        | L'Hospitalet de L. (Municipal)         |
| 1963    | FC Barcelona Amateur              | 5-0                               | CE Flaçà                          | 01/05/1953                        | Sant Joan de les Abadesses             |
| 1964    | FC Barcelona Amateur              | 4-1                               | CD Alegría                        | 26/04/1964                        | Barcelona (Sardenya)                   |
| 1965    | FC Barcelona Amateur              | 4-0                               | UE Coma Cros Salt                 | 11/04/1965                        | Granollers                             |
| 1966    | FC Barcelona Amateur              | 2-0                               | CF Don Bosco                      | 07/05/1966                        | L'Hospitalet de L. (Municipal)         |
| 1967    | FC Barcelona Amateur              | 2-1                               | RCD Espanyol Amateur              | 29/04/1967                        | Barcelona (Sardenya)                   |
| 1968    | FC Barcelona Amateur              | 5-1                               | UDA Gramenet                      | 01/05/1968                        | Barcelona (Sardenya)                   |
| 1969    | RCD Espanyol Amateur              | 3-1                               | Club Tennis Barcino               | 12/04/1969                        | Barcelona (Sardenya)                   |
| 1970    | FC Barcelona Amateur              | 1-0                               | RCD Espanyol Amateur              | 05/04/1970                        | Barcelona (Sardenya)                   |
| 1971    | RCD Espanyol Amateur              | 2-1                               | Terrassa FC                       | 24/04/1971                        | Barcelona (Sardenya)                   |
| 1972    | CD Cerro                          | 2-2                               | RCD Espanyol Amateur              | 14/05/1972                        | Lleida (Bordeta)                       |
| 1973    | RCD Espanyol Amateur              | 3-1                               | Atlètic Baronenc                  | 20/05/1973                        | Barcelona (Sardenya)                   |
| 1974    | FC Barcelona Amateur              | ?, 6-4                            | CD Malgrat                        | ?, 16/05/1974                     | Malgrat de Mar, Barcelona              |
| 1975    | CD Malgrat                        | 5-0,?                             | UE Castellar                      | 01/05/1975, 08/05/1975            | Castellar, Malgrat de Mar              |
| 1976    | CD Banyoles                       | 0-2,?                             | UE Sant Andreu                    | 06/05/1976, 13/05/1975            | Barcelona (Narcís Sala), Banyoles      |
| 1977    | UE Vic                            | 3-0, 1-3                          | CD Malgrat                        | 11/02/1977, 17/02/1977            | Vic, Malgrat de Mar                    |
| 1978    | FC Santboià                       | 1-1, 2-1                          | EC Granollers                     | 09/03/1978, 22/03/1978            | Viladecans, Granollers                 |
| 1979    | CF Lloret                         | 2-1, 2-1                          | UD Viladecans                     | 08/03/1979, 15/03/1979            | Viladecans, Lloret de Mar              |
| 1980    | FC Barcelona Amateur              | 4-2, 4-2                          | FC Santboià                       | 19/03/1980, 27/03/1980            | Sant Boi, Barcelona (Fabra i Coats)    |
| 1981    | FC Barcelona Amateur              | 6-0, 2-4                          | RCD Espanyol Amateur              | 04/03/1981, 19/03/1981            | Barcelona (Fabra i Coats, Narcís Sala) |
| 1982    | FC Barcelona Amateur              | 1-2, 1-1                          | CF Badalona                       | 12/03/1982, 17/03/1982            | Badalona, Barcelona (Fabra i Coats)    |
| 1983    | FC Barcelona Amateur              | 1-1, 3-3                          | CP San Cristóbal                  | 17/02/1983, 24/02/1983            | Terrassa, Barcelona (Mini-estadi)      |
| 1984    | Terrassa FC                       | 5-0, 0-4                          | UE Sant Andreu                    | 08/03/1984, 22/03/1984            | Terrassa, Barcelona (Narcís Sala)      |
| 1985    | Terrassa FC                       | 1-1, 1-0                          | RCD Espanyol Amateur              | 13/03/1985, 20/03/1985            | Terrassa, Barcelona (Feliu i Codina)   |
| 1986    | Terrassa FC                       | 1-2, 1-0                          | CE Júpiter                        | 13/03/1986, 27/03/1986            | Barcelona (La Verneda), Terrassa       |
| 1987    | Terrassa FC                       | 6-1, 3-2                          | UA d'Horta                        | 12/03/1987, 19/03/1987            | Terrassa, Barcelona (Feliu i Codina)   |

## Palmarès
| Títols | Club                   |
| ------ | ---------------------- |
| 27     | FC Barcelona Amateur   |
| 5      | RCD Espanyol Amateur   |
| 4      | Terrassa FC            |
| 3      | FC Martinenc           |
| 2      | Júnior FC              |
| 1      | UE Figueres            |
| 1      | Palamós CF             |
| 1      | FC Amateur de Blanes   |
| 1      | UE Poble Nou           |
| 1      | CE Europa              |
| 1      | Casa Santiveri FC      |
| 1      | AC Carmel              |
| 1      | Gimnàstic de Tarragona |
| 1      | CD Cerro               |
| 1      | CD Malgrat             |
| 1      | CD Banyoles            |
| 1      | UE Vic                 |
| 1      | FC Santboià            |
| 1      | CF Lloret              |